# Haley Ramm
Haley Ramm (* 26. März 1992 in Collin County, Texas als Haley Michelle Ramm) ist eine US-amerikanische Schauspielerin.

## Leben und Karriere
Haley Ramm wurde im März 1992 in Collin County im US-Bundesstaat Texas als Tochter von Barbara Wilson und Brian Ramm geboren. Schon im Alter von sieben Jahren besuchte sie den Schauspielunterricht an ihrer Schule, woraufhin die Lehrerin ihren Eltern empfahl sich einen Agenten zu suchen. Daraufhin nahm sie an Vorsprechen für Werbespots und Independentfilme in ganz Texas teil und war später in landesweiten Werbespots für Hasbro und für Dell-Computer zu sehen. Im Alter von neun war sie auf dem Cover in der Mai- sowie in der Juni-Ausgabe der Jugendzeitschrift American Girl zu sehen. Ihre erste Rolle erhielt sie im Alter von zehn im Film Freche Biester!. Da es in Texas nur eine kleine Gewerbe- und Filmindustrie gibt, zog sie im Alter von elf mit ihren Eltern und ihrem älteren Bruder nach Los Angeles. Dort fand sie nach kurzer Zeit einen Manager und bekam nach nur sechs Wochen Gastauftritte in der beliebten Krimiserie CSI – Den Tätern auf der Spur und in Yes, Dear. Ebenfalls im Jahr 2004 hatte sie einen Auftritt als April Rowlands im Film Seventy-8. 2005 war sie für die Rolle der jungen Sara Huttinger im Film Wo die Liebe hinfällt … vorgesehen, jedoch wurden ihre Szenen später herausgeschnitten. Im folgenden Monat bekam sie die Rolle der Brittany Loud in Robert Schwentkes Thriller Flightplan – Ohne jede Spur. Nachdem die Dreharbeiten zu Flightplan abgeschlossen waren, bekam sie die Rolle der Kelly Beardsley in der Filmkomödie Deine, meine & unsere.
Im Jahr 2006 folgte ein Auftritt als junge Jean Grey im letzten Teil, der X-Men-Trilogie. 2007 war sie als Samantha Jensen in den beiden Direct-to-DVD-Fortsetzungen, Walking Tall: The Payback und Walking Tall: Lone Justice, des 2004 veröffentlichten Actionfilmes Walking Tall – Auf eigene Faust zu sehen. Daneben übernahm sie 2007 in der Realfilmadaption der Animeserie Ben 10, Ben 10 – Wettlauf gegen die Zeit die Rolle der Gwen Tennyson, wofür sie 2008 für den Young Artist Award in der Kategorie Beste Nebendarstellerin in einem Fernsehfilm, einer Miniserie oder einem Special nominiert wurde. Des Weiteren hatte sie, an der Seite von Emmy-Preisträger Anthony LaPaglia und Poppy Montgomery, von 2007 bis 2008 eine wiederkehrende Rolle als Jennifer Long in der CBS-Krimiserie Without a Trace – Spurlos verschwunden inne. 2009 hatte sie Gastauftritte in verschiedenen Fernsehserien wie iCarly, Hawthorne und Three Rivers Medical Center. 2010 folgte ein Auftritt als Mary Wheeler in Anthony Burns Skateland, sowie Gastauftritte in den beiden Krimiserien Navy CIS: L.A. und Lie to Me.
2011 hatte Ramm einen Gastauftritt in der Lifetime-Serie The Protector. Ebenfalls 2011 spielte sie im Action-Horror-Thriller Red State neben Michael Parks, John Goodman und Melissa Leo die Rolle der Maggie. Neben weiteren Gastauftritten in The Mentalist und Nikita spielte sie 2012 eine Nebenrolle im Thriller Disconnect. Seit 2014 übernimmt sie in der von ABC Family ausgestrahlten Serie Chasing Life die Hauptrolle der Brenna, der jüngeren Schwester der an Krebs erkrankten April (Italia Ricci).

## Filmografie (Auswahl)
- 2002: Freche Biester! (Slap Her … She’s French)
- 2004: CSI: Den Tätern auf der Spur (CSI: Crime Scene Investigation, Fernsehserie, Episode 4x21)
- 2004: Yes, Dear (Fernsehserie, Episode 4x22)
- 2004: Seventy-8
- 2005: Katzekratz (Catscratch, Fernsehserie, 2 Episoden)
- 2005: Flightplan – Ohne jede Spur (Flightplan)
- 2005: Deine, meine & unsere (Yours, Mine and Ours)
- 2005–2006: CSI: Miami (Fernsehserie, 2 Episoden)
- 2006: X-Men: Der letzte Widerstand (X-Men: The Last Stand)
- 2007: Grey’s Anatomy (Fernsehserie, Episode 3x01)
- 2007: Walking Tall: The Payback
- 2007: Emergency Room – Die Notaufnahme (ER, Fernsehserie, Episode 13x16)
- 2007: Into the Wild
- 2007: Walking Tall: Lone Justice
- 2007: Ben 10 – Wettlauf gegen die Zeit (Ben 10: Race Against Time, Fernsehfilm)
- 2007–2008: Without a Trace – Spurlos verschwunden (Without a Trace, Fernsehserie, 6 Episoden)
- 2008: Eleventh Hour – Einsatz in letzter Sekunde (Eleventh Hour, Fernsehserie, Episode 1x03)
- 2009: The Unit – Eine Frage der Ehre (The Unit, Fernsehserie, Episode 4x16)
- 2009: Just Peck
- 2009: iCarly (Fernsehserie, Episode 2x16)
- 2009: Hawthorne (Fernsehserie, Episode 1x06)
- 2009: Three Rivers Medical Center (Three Rivers, Fernsehserie, Episode 1x06)
- 2010: Skateland
- 2010: Navy CIS: L.A. (NCIS: Los Angeles, Fernsehserie, Episode 2x05)
- 2010: Lie to Me (Fernsehserie, Episode 2x21)
- 2010: Rubber
- 2011: Red State
- 2011: The Protector (Fernsehserie, Episode 1x03)
- 2012: The Mentalist (Fernsehserie, Episode 4x18)
- 2012: Disconnect
- 2013: Nikita (Fernsehserie, Episode 3x18)
- 2013: Complicity
- 2014: Cowgirls and Angels 2: Dakotas Pferdesommer (Dakota’s Summer)
- 2014–2015: Chasing Life (Fernsehserie, 34 Episoden)
- 2015: ImagiGARY
- 2016: The Originals (Fernsehserie, 2 Episoden)
- 2016: Mistresses (Fernsehserie, 3 Episoden)
- 2018: Pimp
- 2018: Banana Split
- 2018: Seven in Heaven
- 2018–2019: Leicht wie eine Feder (Light as a Feather, Fernsehserie, 26 Episoden)
- 2021: Mark, Mary & Some Other People

## Auszeichnungen
- Young Artist Award
  - 2006: Nominiert – Bestes Schauspielensemble in einem Spielfilm – für Deine, Meine & Unsere[4]
  - 2008: Nominiert – Beste Nebendarstellerin in einem Fernsehfilm, einer Miniserie oder einem Special – für Ben 10 – Wettlauf gegen die Zeit[5]
  - 2009: Nominiert – Beste wiederkehrende Schauspielerin in einer Fernsehserie – für Without a Trace – Spurlos verschwunden[6]